# Peter Llewelyn Davies
Peter Llewelyn Davies (25 de febrero de 1897 – 5 de abril de 1960) fue un militar británico, amigo e inspirador del escritor J.M. Barrie, para su personaje de Peter Pan. Barrie nombró al personaje en base al nombre de pila de Peter, quien a causa de que su vida fue plagada por la asociación al personaje, se suicidó en 1960. Fue condecorado por servir en la Primera Guerra Mundial con la Cruz Militar. Era primo de la escritora Daphne du Maurier. 

## Primeros años
Davies era un bebé en un cochecito cuando J.M. Barrie se hizo amigo de sus hermanos mayores George y Jack durante las salidas en Kensington Gardens (Londres), con su enfermera Mary Hodgson. La descripción original de Barrie de Peter Pan en The Little White Bird (1902) era de un bebé recién nacido que había escapado a los jardines de Kensington. Sin embargo, según relatos familiares, sus hermanos George y Michael sirvieron como los modelos principales para el personaje tal como apareció en la famosa obra de teatro (1904) y más tarde en la novela (1911), como un niño preadolescente.
En 1904, el año en que la obra de Barrie, Peter Pan, o The Boy Who Wouldn't Grow Up, debutó en el Duke of York's Theatre de Londres, la familia Davies se mudó de Londres y se fue a vivir a Egerton House, una mansión isabelina en Berkhamsted, Hertfordshire. Su tiempo allí duró solo tres años; en 1907, el padre de Davies murió de cáncer y su madre llevó a Davies y a sus hermanos George, Jack, Michael y Nico de regreso a Londres. Ella también desarrolló cáncer y murió en 1910. En su testamento, nombró a J.M. Barrie, los tíos de los niños Crompton Llewelyn Davies y Guy du Maurier, así como a su madre, Emma, como tutores de sus hijos. Hodgson continuó sirviendo como enfermera y madre sustituta para él y sus hermanos, con Barrie asumiendo los deberes del tutor principal y apoyándolos financieramente. Davies, como sus hermanos (aparte de Jack), asistió a Eton College.

## Vida adulta
Davies se ofreció junto con su hermano George para servir en la Primera Guerra Mundial, y ambos recibieron comisiones como oficiales en el Cuerpo de Fusileros del Rey en septiembre de 1914. Ejerció como oficial de señales en Francia y pasó un tiempo en las trincheras; En un momento fue hospitalizado con impétigo. En marzo de 1918, había alcanzado el rango de capitán y era el ayudante del 7º Batallón KRRC, cuando comenzó la ofensiva alemana Kaiserschlacht. Davies se hizo cargo del batallón después de que su coronel fuera herido durante una retirada de combate que duró 15 días, por lo que se le otorgó la Cruz Militar. Sufrió secuelas en su salud mental debido a la guerra y su hermano George murió abatido en combate en Ypres, Bélgica en 1915. 
En 1917 conoció a Vera Willoughby, quien era 27 años mayor que él y que tenía una hija mayor que Peter. Se quedó con ella cuando estaba de permiso, lo que escandalizó a J.M. Barrie y causó una ruptura entre los dos. Su exenfermera y figura materna, Mary Hodgson, también lo desaprobó enérgicamente. La relación continuó al menos hasta el final de su servicio militar en 1919.
En 1926, ayudado económicamente por Barrie, fundó una editorial donde imprimió libros de su prima Daphne du Maurier. Se casó con Margaret Leslie Hore-Ruthven, la hija menor del General de División Walter Hore-Ruthven, en 1931, y tuvieron tres hijos: Ruthven (1933-1998), George (n. 1935) y Peter (1940-1989).
Le llegó a disgustar que su nombre se asociara con Peter Pan, al que llamó "esa terrible obra maestra". Tras la muerte de Barrie en 1937, la mayor parte de su patrimonio y fortuna fueron para su secretaria Cynthia Asquith, y los derechos de autor de las obras de Peter Pan se habían otorgado previamente en 1929 al Hospital Great Ormond Street para Niños de Londres. Aunque Davies (y sus hermanos sobrevivientes) recibieron un legado. Algunos han especulado que esto llevó a Davies a beber, eventualmente se volvió alcohólico. El hijo de Davies, Ruthven, más tarde le dijo a un entrevistador que su padre había llegado a odiar a Peter Pan.

## Suicidio
El 5 de abril de 1960, después de detenerse en el bar del Royal Court Hotel, Davies, de 63 años, caminó hacia la cercana estación Sloane Square del metro de Londres y se arrojó debajo de un tren cuando entraba en la estación. Un jurado forense dictaminó que se había suicidado "mientras se perturbaba el equilibrio de su mente". En el momento de su suicidio, había estado editando documentos y cartas familiares, reuniéndolos en una colección que llamó la Morgue. Había llegado más o menos a los documentos que tenían que ver con el posible suicidio de su hermano Michael. Otros posibles factores que contribuyeron a su suicidio fueron su alcoholismo y problemas de salud (sufría de enfisema), así como el conocimiento de que su esposa y sus tres hijos habían heredado la fatal enfermedad de Huntington. Los informes periodísticos de su muerte se referían a él en sus titulares como "Peter Pan".